# Фицпатрик, Тереза
Тереза Матауаина Фитцпатрик (англ. Theresa Matauaina Fitzpatrick, родилась 25 февраля 1995) — новозеландская регбистка, выступающая на позиции центровой; серебряный призёр летних Олимпийских игр 2016 года в составе сборной Новой Зеландии по регби-7.

## Биография
Младшая сестра самоанской регбистки Сулу Тоне-Фицпатрик, также игравшей за сборную Новой Зеландии по нетболу. Студентка медицинского факультета Оклендского университета, выступает за команду провинции Окленд. В национальной сборной дебютировала в 2016 году на этапе в Атланте.
Фитцпатрик была включена в заявку сборной Новой Зеландии на Олимпиаду в Рио-де-Жанейро, единственную попытку занесла в матче против Испании (победа 31:5). В составе сборной стала серебряным призёром Олимпиады. В 2017 году выиграла чемпионат мира со сборной Новой Зеландии.
В новозеландской сборной известна как скоростной игрок, который способен быстро двигаться с мячом